# Пини Гершон
Пини Гершон е израелски треньор по баскетбол. Настоящ генерален мениджър на Макаби Тел Авив.
Бивш треньор на националния отбор по баскетбол на България.

## Титли
- Евролига: 3 (с Макаби Тел Авив 2001, 2003, 2004)
- Шампионат на Израел: 7 (6 пъти с Макаби Тел Авив, 1 път с Апоел Йерусалим)
- Купа на Израел: 8 (6 пъти с Макаби Тел Авив, 2 пъти с Апоел Йерусалим)